# 欧罗斯洛
欧罗斯洛，是匈牙利巴兰尼亚州所辖的一个村。总面积6.12平方公里，总人口323，人口密度52.8人/平方公里（2011年1月1日）。